# Хуан Рульфо
Хуáн Рульфо (ісп. Juán Nepomuceno Carlos Pérez Rulfo Vizcaíno, 16 травня 1917, Апулько, Мексика — 7 січня 1986, Мехіко, Мексика) — мексиканський письменник.

## Біографія
Народився і виріс в глухому селищі штату Халіско. Змінив безліч занять: був комівояжером, займався видавничою діяльністю та ін.

## Творчість
Збірка новел «Рівнина у вогні» (1953) і роман «Педро Парамо» (1955, екранізований в 1967) передбачили бум нової латиноамериканської прози 1960-1970-х років (Карлос Фуентес, Хуліо Кортасар, Хорхе Луїс Борхес, Маріо Варгас Льоса, Габрієль Гарсія Маркес, Хосе Доносо). Сам Габрієль Гарсія Маркес про «Педро Парамо» говорив: «Це найпрекрасніший з усіх романів, які коли-небудь були написані іспанською мовою», а Борхесу належать такі рядки: «„Педро Парамо“ — фантастична книга, і її тяжінню неможливо опиратися. Це один з кращих романів в іспаномовній літературі, та й у в літературі в цілому». Протягом багатьох років займався фотографією. Працював для кіно, за його сценаріями ставили фільми Еміліо Фернандес, Артуро Ріпштейн.

## Визнання
Премія Хав'єра Вільяуррутьї (1955), Літературна премія принцеси Астурійської (1983). Роман «Педро Парамо» високо цінував і включив в свою серію «Особиста бібліотека» Хорхе Луїс Борхес. Сьюзен Зонтаг назвала його книгу не тільки одним із кращих творів світової літератури XX століття, а й однією з книг, які найсильніше вплинули на літературу двадцятого століття.
Ім'я письменника носять літературна премія Radio Francia Internacional і літературна премія Мексики.

## Твори
- El llano en llamas (Рівнина у вогні, 1953)
- Pedro Páramo (Педро Парамо, 1955, екранізований в 1967, 1978, 2010)
- El gallo de oro (Золотий півень, 1980, екранізований Роберто Гавальдоном)

## Переклади українською
- Микола М. Палій. Палкою кров'ю (збірка новел). Видавництво Юліяна Середяка. Буенос-Айрес — 1978. 120 с. В цій книзі в українському перекладі вийшла новела Карльоса Хуана Рульфо «Скажи їм, щоб мене не вбивали».
- «Педро Парамо»,. Хуан Рульфо. Видавництво «Компáс». Переклад з іспанської С. Борщевського. 2024[6]